# Ejército de Liberación Nacional (Colombia)
El Ejército de Liberación Nacional (ELN) es una organización guerrillera insurgente, narcotraficante y terrorista colombiana de extrema izquierda que opera en Colombia y Venezuela. Se define como de orientación marxista-leninista y pro-revolución cubana. Desde su conformación en 1964, es un actor del conflicto armado interno en Colombia. Siendo además responsable en múltiples hechos de afectación a los Derechos Humanos y Derecho Internacional Humanitario.
El ELN es considerado un grupo terrorista por Colombia, Perú, Estados Unidos, Canadá y la Unión Europea. Los gobiernos de algunos países como Nicaragua, Brasil, Argentina y hasta antes del 2018, el gobierno de Ecuador, no lo consideran ni terrorista ni beligerante. Brasil y Chile no le aplican esta calificación. En 2008 el presidente venezolano Hugo Chávez solicitó a los países de Latinoamérica y de Europa que se le otorgara estatus de grupo beligerante al ELN, beligerancia que no es reconocida pero sí tenida en cuenta por la ONU y el Parlamento Latinoamericano.[cita requerida]

## Historia del ELN

### Periodo 1964-1974
En 1963 se conforma la "Brigada Pro Liberación José Antonio Galán", integrada por dieciocho estudiantes colombianos que viajaron a Cuba becados por el gobierno de Fidel Castro; el líder de esta brigada fue Fabio Vásquez Castaño. En este grupo convergen estudiantes enviados por el Partido Comunista Colombiano, las Juventudes del Movimiento Revolucionario Liberal y el Movimiento Obrero Estudiantil y Campesino. En 1964 tomaron como símbolo la bandera negra con rojo, en Santander como base de operaciones, en donde algunos excombatientes de las guerrillas liberales se integraron al Ejército de Liberación Nacional. Su lema: "Ni un paso atrás, liberación o muerte".
Toma de Simacota
La primera incursión armada del ELN, el 7 de enero de 1965, en Simacota (Santander), fue utilizada para dar a conocer el "Manifiesto de Simacota", con su ideal político y social. El 3 de febrero realizan de la Toma de Papayal, (Santander),y publicaron su "Plataforma para un Movimiento de Unidad Popular". Estas acciones se dan paralelas a la formación del Frente Unido del Pueblo del sacerdote Camilo Torres Restrepo, que promovía una abstención electoral "activa, beligerante y revolucionaria" y se manifiesta públicamente el 22 de mayo.
El 3 de julio de 1965, un comando del ELN ingresa a una clínica de Bucaramanga y asesina a Florentino Amaya, primer desertor del ELN. El 17 de agosto el ELN comienza los ataques contra la infraestructura petrolera en inmediaciones de Barrancabermeja que pertenecían a la Compañía Petrolera de Texas. Desde entonces, las voladuras de oleoductos produjeron una pérdida superior a 3 millones de barriles de petróleo, además de graves daños ambientales por los derrames, sociales por sus impactos en las poblaciones afectadas y mayores gastos en seguridad y defensa.
Camilo Torres Restrepo

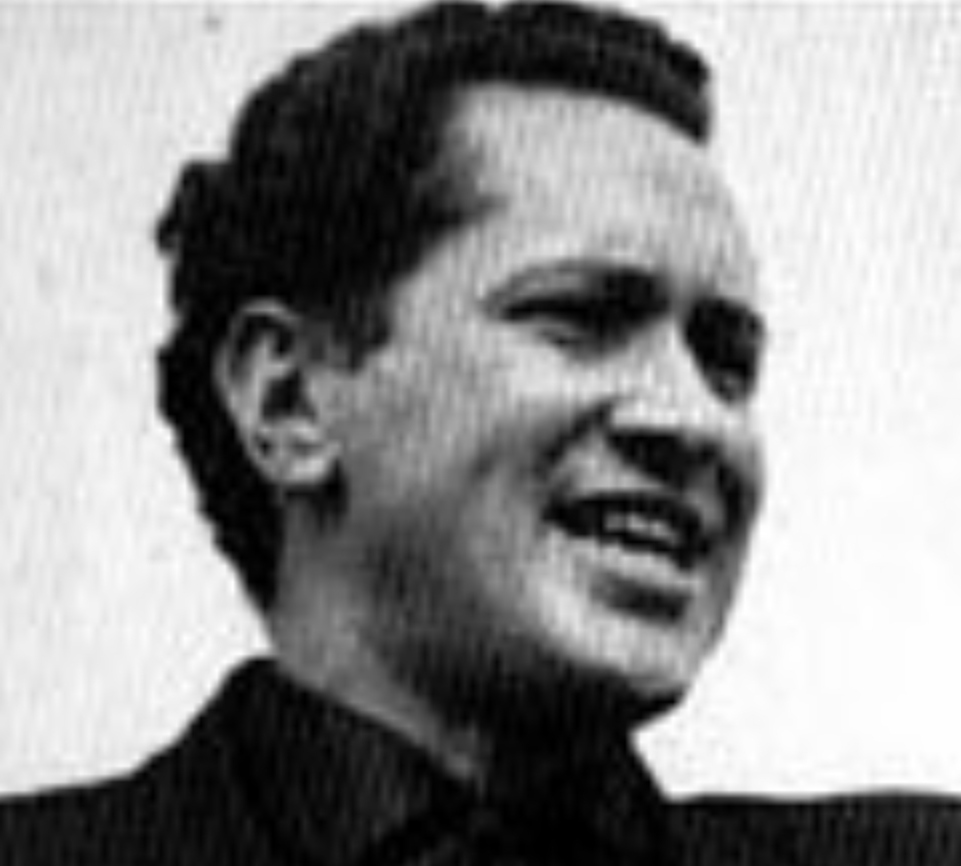
Camilo Torres Restrepo, sacerdote y fundador del Frente Unido del Pueblo

El sacerdote colombiano, impulsor de la Teología de la Liberación en Colombia, catedrático de sociología en la Universidad Nacional de Colombia, dirigente del Frente Unido del Pueblo, que se había unido a finales de 1965 al ELN, enviando un mensaje al pueblo colombiano desde las montañas el 7 de enero de 1965, muere en combate en una emboscada fallida al Ejército Nacional de Colombia en Patio Cemento (Santander) el 15 de febrero de 1966.
Purgas internas
El 9 de marzo de 1967, ELN realiza el Ataque al Ferrocarril del Atlántico en Santander. En julio de 1967, el ELN realiza una reunión extraordinaria en la que destituye a Víctor Medina Morón de su comando por entrar en contradicciones con el resto de comandantes. El 16 de enero de 1968, Juan de Dios Aguilera, comandante de la guerrilla, asesinó a José Ayala. Fabio Vásquez Castaño ordeno el fusilamiento de Víctor Medina Morón, Julio César Cortés y Heliodoro Ochoa el 22 de marzo de 1968. El ELN asesina al desertor Juan de Dios Aguilera en 1970. Jaime Arenas Reyes, líder estudiantil de los sesenta en la Universidad Industrial de Santander, cabeza de una de las marchas estudiantiles de Colombia en 1964 y en la que participaron más de 500 mil ciudadanos en Bogotá. Arenas entró en contradicción con Fabio Vásquez por defender el diálogo y la razón, en vez de la fuerza. Arenas abandonó la guerrilla el 17 de febrero de 1969. Al poco tiempo de escribir su libro "La guerrilla por dentro" en 1971, fue asesinado por sus excompañeros en Bogotá.
Sacerdotes españoles en el ELN
En 1969, ingresan a las filas subversivas los sacerdotes españoles Manuel Pérez Martínez (Máximo comandante del ELN entre 1978-1998), José Antonio Jiménez Comín (muerto en 1970) y Domingo Laín (muerto en 1974), quienes ingresaron de manera ilegal al país. El 17 de diciembre de 1969, termina un Consejo de Guerra en Bogotá, el Estado colombiano juzgó y condenó a cerca de 215 personas sindicadas de pertenecer al ELN.
Década de 1970
El ELN realizó acciones de secuestro, tomas guerrilleras y emboscadas en Antioquia, Santander y Bolívar En octubre de 1971, el ELN intenta asesinar, al General Álvaro Valencia Tovar, entonces Director de la Escuela Militar de Cadetes del Ejército Nacional. El General resultó herido en el atentado enfrente del Ministerio de Defensa en Bogotá.
Operación Anorí
En 1972, el Ejército Nacional encontró documentos pertenecientes a Fabio Vásquez Castaño y detuvo a cerca de 200 personas vinculadas al grupo. El Ejército Nacional inició la Operación Anorí en el departamento de Antioquia, bajo el mando del Coronel Ramón Rincón Quiñones, entonces comandante de la Quinta Brigada. Tras las operaciones cerca de 5 o 6 grupos de los 11 que conformaban el ELN se desplazaron al noreste de Antioquia. En enero de 1973 la Inteligencia Militar del Ejército fue luego notificada ya que el ELN estaba amenazando a los pobladores de Anorí con una incursión guerrillera para el 25 de julio. La Operación Anorí fue llevada a cabo por la Quinta Brigada, el 7 de agosto de 1973, que pretendían tomar Anorí (Antioquia), con victoria para las Fuerzas Militares. Tras la operación, el gobierno de Misael Pastrana dio a la opinión pública el parte de victoria, confirmando el desmantelamiento del ELN. En este operativo fueron abatidos dos hermanos del comandante de la organización; Manuel Vásquez Castaño y Antonio Vásquez Castaño, además del sacerdote español vinculado a este grupo, Domingo Laín y deserta Ricardo Lara Parada. Después del revés de Anorí y luego de una serie de reuniones, debido a presuntas conductas morales inapropiadas por parte de Fabio Vásquez Castaño, llevadas a cabo por parte de "Gabino" y otros miembros del ELN, se determina en 1973 su destitución como comandante del grupo insurgente y se le hace llegar esta decisión. Luego de esto, Fabio Vásquez se exilia en Cuba hasta su muerte por causas naturales en 2019.

### Periodo 1974-1990
El 9 de septiembre de 1975 el ELN asesina en un atentado en Bogotá al general Ramón Rincón Quiñones. El gobierno de Alfonso López Michelsen envía a Álvaro Escallón Villa y a Jaime Castro, para intentar una rendición del ELN.
El Cura Pérez y la Unión Camilista-ELN
En 1978 es elegido Manuel Pérez Martínez como comandante en jefe del ELN hasta 1998 en el momento de su muerte. Solo hasta 1983 el sacerdote originario de Aragón (España), Manuel Pérez Martínez, con una orientación más humanista y menos militarista que los tradicionales guerrilleros de esta organización, reagrupa y recupera al ELN de una crisis que lo llevó a contar en su peor momento con 30 hombres. En la Reunión de Héroes y Mártires de Anorí. Tras recobrar la capacidad militar y económica gracias a las extorsiones a las multinacionales alemana Mannesmann y la italiana Sicim, además de ataques al oleoducto Caño Limón Coveñas y con nuevas estrategias de combate, la comandancia del grupo guerrillero es tomada por Manuel Pérez Comandante Poliarco, que a su vez da al grupo guerrillero el nombre antepuesto de Unión Camilista - Ejército de Liberación Nacional, en honor a Camilo Torres Restrepo y con la llamada Trilateral Guerrillera del ELN, junto al Partido Revolucionario de los Trabajadores (PRT) y el Movimiento de Integración Revolucionario Patria Libre (MIR-PL). Esta etapa del ELN inicia el 8 de junio de 1987.
Entre agosto de 1982 y agosto de 1986 facciones del ELN y el gobierno de Belisario Betancur iniciaron diálogos de paz, modificó la Comisión de Paz creada durante el gobierno de Julio César Turbay (1978-1982), agregándole más colaboradores y lanzó un programa de amnistías. La comisión de paz firmó los acuerdos de La Uribe con las Fuerzas Armadas Revolucionarias de Colombia - Ejército del Pueblo (FARC-EP) en 1984, y los acuerdos de Corinto, Hobo y Medellín con el Movimiento 19 de abril (M-19), el Ejército Popular de Liberación (EPL) y la Autodefensa Obrera (ADO) en agosto de 1984 y algunas facciones del ELN en 1985. El 14 de noviembre de 1985 asesinan a su ex comandante Ricardo Lara Parada en Barrancabermeja (Santander) quien había desertado del ELN en 1973. En 1986 en una nueva asamblea nacional, se conformó el Comando central (COCE) de 5 miembros y se dispuso la creación de los 4 frentes de guerra (que deberían agrupar a los frentes de una misma región) dando a la organización una estructura federal: el nororiental, norte, noroccidental y suroccidental, prefigurando un quinto en el centro del país.

Bandera de la Coordinadora Guerrillera Simón Bolívar creada en 1987.

Coordinadora Guerrillera Simón Bolívar y ofensiva del ELN
Sobre 1987, las FARC-EP (Fuerzas Armadas Revolucionarias de Colombia- Ejército del Pueblo) se une a las organizaciones de la Coordinadora Nacional Guerrillera (CNG) en que ya venían participando las organizaciones guerrilleras M-19, el Comando Ricardo Franco Frente-Sur, el Movimiento Armado Quintín Lame, la Unión Camilista - Ejército de Liberación Nacional y el Ejército Popular de Liberación. La Coordinadora se reestructuró expulsando al Comando Ricardo Franco, y pasó a denominarse Coordinadora Guerrillera Simón Bolívar (CGSB). El propósito de esta Coordinadora era presentar un frente unido en las negociaciones de paz emprendidas con el gobierno colombiano y coordinar acciones militares conjuntas.
El ELN lanza una incursión hacia Venezuela en mayo de 1987. Entre 1987 y 1990 el ELN pasó de tener 1.200 hombres en 1987 a 2.300 en 1990 y pasó de 14 a 23 frentes rurales, consolidando de esta manera sus cinco Frentes de guerra. El 25 de abril, el ELN incursiona en Nuevo Colón (Cesar) Mientras los paramilitares contraatacaron en Antioquia y el Meta, el ELN y las FARC-EP lanzaron un asalto conjunto el 12 de julio de 1988, contra un puesto del Ejército Nacional en zona rural de El Bagre (Antioquia):15 muertos. En 1990 tras la desmovilización del M-19, el MAQL y el 95 % del EPL y la muerte de Jacobo Arenas de las FARC-EP, asume como comandante de la Coordinadora Guerrillera Simón Bolívar Manuel 'Cura Pérez'

### Periodo 1990-2002
Negociaciones de Paz con el gobierno de César Gaviria
El escalamiento progresivo del conflicto, terminó por abrir de nuevo la posibilidad de dialogar con la Coordinadora Guerrillera Simón Bolívar en conjunto con las FARC-EP. Primero en Caracas, Venezuela (3 de junio a 30 de septiembre de 1991), y luego en Tlaxcala, México (del 10 de marzo al 4 de mayo de 1992), los representantes de ambos bandos intentaron infructuosamente llegar a un acuerdo. Pero el irrespeto a las exigencias mutuas que condicionan los diálogos, cese de hostilidades por parte de las guerrillas, y renuencia del gobierno a discutir la agenda suscrita al comienzo de las conversaciones en el orden que pedían los insurgentes, condujeron las deliberaciones a un punto muerto y al encarnizamiento del conflicto. La muerte en cautiverio del exministro Argelino Durán Quintero, secuestrado por el EPL hundiría el proceso.
Ofensiva del ELN y debilitamiento del ELN
Capturados Gerardo Bermúdez, alias ‘Francisco Galán’ en 1992, y Carlos Arturo Velandia Jagua, alias ‘Felipe Torres’, del Comando Central (COCE) del ELN. La ofensiva de Septiembre Negro por el ELN y las FARC-EP El 28 de agosto de 1993, en Usme (Bogotá):12 muertos, el 2 de septiembre en la Vía Carolina del Príncipe-Santa Rosa de Osos (Antioquia):14 muertos y en Mutatá (Antioquia):3 muertos. El ELN también multiplica sus acciones: el 17 de diciembre combate en Güicán (Boyacá): 24 muertos.
Los mensajes de paz de la guerrilla, emitidos esta vez separadamente por las FARC-EP y el ELN, confirmando la disolución de la Coordinadora Guerrillera Simón Bolívar (CGSB), hecha oficial en febrero de 1995 tras un ataque del ELN en Venezuela. El ELN se vio debilitado en 1997 por el avance paramilitar en el Magdalena Medio, Sur de Bolívar, San Vicente de Chucurí (Santander), la Serranía de San Lucas (Bolívar) y el nordeste de Antioquia, y la expansión de las FARC-EP. Desde 1995 la organización concentraría sus actos en el saboteo sobre la infraestructura petrolera, en los hostigamientos, y algunas grandes operaciones. Se presentó la muerte de su líder el 'Cura Pérez' a principios de 1998 entonces el mando máximo sería asumido en su totalidad por Nicolás Rodríguez Bautista 'Gabino'.
Negociaciones de Paz con gobierno de Ernesto Samper y muerte del 'Cura Pérez'
El 6 de abril de 1998, el vocero del ELN, Francisco Galán, desde la Cárcel de Itagüí, dijo que Pérez estuvo al tanto del preacuerdo entre la guerrilla y el gobierno de Ernesto Samper en España y que, antes de morir de hepatitis C en febrero de ese mismo año, dio su aval como comandante. El preacuerdo fue filtrado a la prensa y, como consecuencia, no se concretó. Nicolás Rodríguez Bautista 'Gabino', como nuevo comandante del ELN, quiso reunirse con representantes de la sociedad civil y no con el gobierno del presidente Samper, reunión que se llevó a cabo en Maguncia, Alemania. El 15 de julio de 1998, la sociedad civil y el ELN se comprometieron a impulsar la Convención Nacional, que luego fueron discutidas por el gobierno de Andrés Pastrana y el ELN. A pesar de los diálogos, el ELN no ha dejado su accionar militar, ni prácticas delictivas, pero se debilitaron en 1998 por las incursiones paramilitares de las Autodefensas Unidas de Colombia (AUC), quienes aparecieron como nuevos actores armados, cuyo objetivo era repeler por medios ilícitos a todas las organizaciones guerrilleras, incluyendo al ELN.
Negociaciones de Paz con gobierno de Andrés Pastrana

El 18 de marzo de 1999, el gobierno Pastrana le ofreció al ELN cinco alternativas para poder llevar a cabo la "Convención Nacional". La "Operación Santana", que pedía la suspensión de operaciones militares mientras perdura la Convención Nacional: 21 días durante ocho meses. Establecer un diálogo directo en Colombia y con un esquema parecido al anterior durante los ocho meses. Desmilitarización, sin fuerza militar o de guerrilla, en un área donde solo permanece la Policía Nacional con plenas garantías a los participantes en las reuniones. Buscar un país mediador donde se pueda negociar y escoger un lugar distinto al Sur de Bolívar. Se presentó la Masacre de Machuca en 1998, y secuestros masivos en 1999 del Vuelo 9463 de Avianca y en la Iglesia La María en Cali. el 24 de julio de 2000, tras dos años de estériles encuentros, representantes del ELN y el Comité Nacional de Paz se reunieron en Ginebra (Suiza) para explorar si se podía alcanzar un consenso básico sobre el calendario de conversaciones, que incluyera un alto al fuego firme y la convocatoria de la Convención Nacional (entendida como un foro de discusión de propuestas abierto a todos los sectores sociales). Sin embargo, el ELN reiteró la exigencia de que se crearan “zonas de convivencia” (áreas desmilitarizadas) dentro del departamento de Bolívar, a pesar de que la población local se había movilizado en contra de esa posibilidad. En diciembre de 2000 en un gesto de paz que pretendía destrabar las negociaciones, el ELN liberó a 29 policías, 10 soldados y 3 agentes del Das que permanecían en su poder. Finalmente, este grupo optó por romper los diálogos en abril de 2001, por la “falta de voluntad del Gobierno para luchar contra los paramilitares” (la razón de fondo era la negativa a concederle una zona desmilitarizada), si bien el presidente culpó a su vez al ELN de haber obstaculizado su desarrollo por la vía militar (secuestro de 70 civiles en el kilómetro 18 de la vía Cali-Buenaventura en septiembre del 2000); afirmación que el COCE no reconoció sin tener en cuenta que acciones como los secuestros masivos, el hostigamiento continuo a las FF.MM y los atentados contra la infraestructura económica del país, habían minado la confianza del gobierno y de la sociedad civil. En febrero de 2002, el ELN ejecutó el atentado terrorista contra el acueducto de Pailitas (Cesar). 

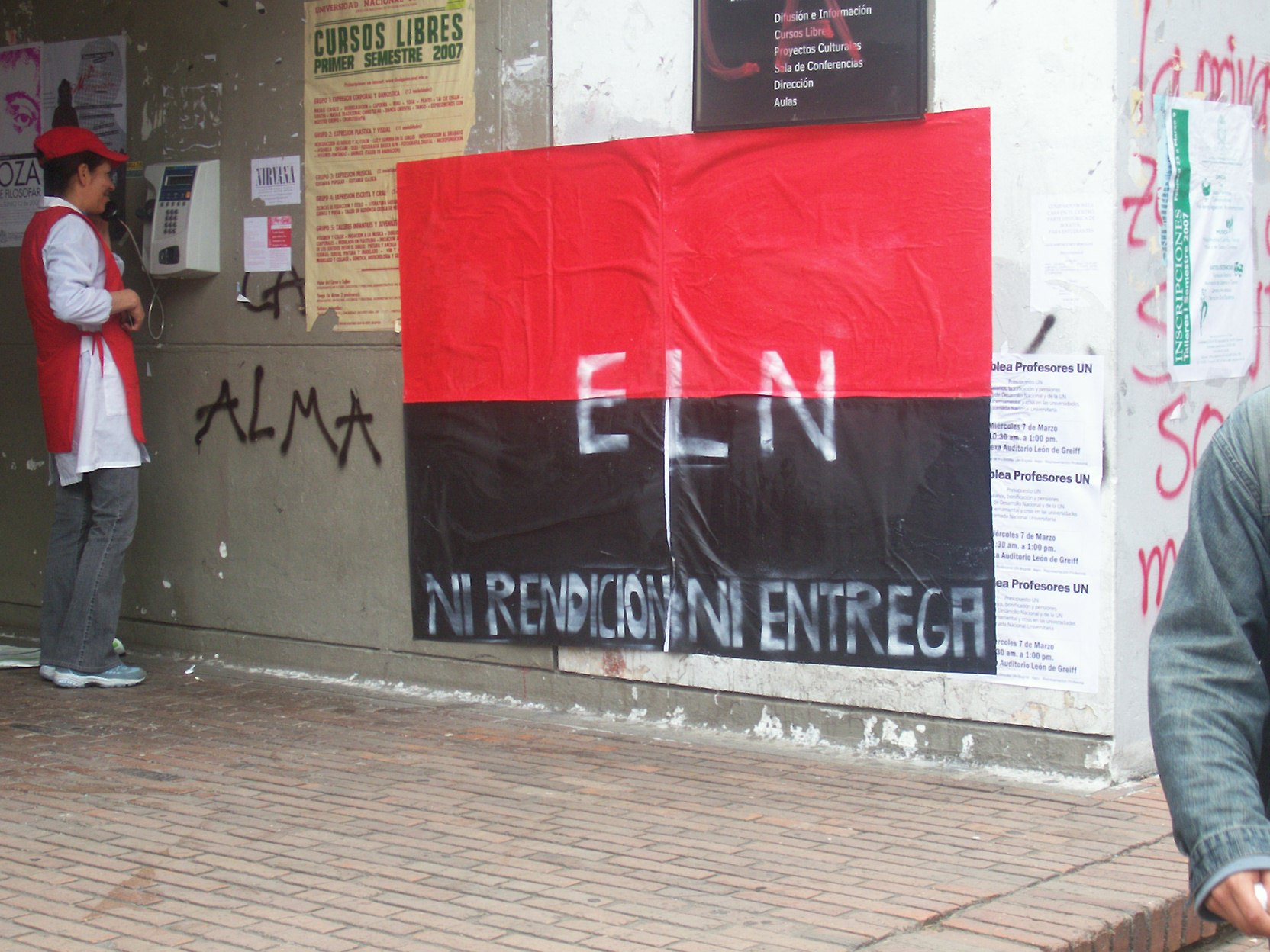
Bandera del ELN en la Universidad Nacional de Colombia.

### Periodo 2002-2010
Negociaciones de Paz con gobierno de Álvaro Uribe y guerra con las FARC-EP
Después de un fallido proceso de acercamiento de 26 meses con el gobierno de Álvaro Uribe, el ELN regresó a la confrontación militar y a la ofensiva política, pero golpeado militar por el fortalecimiento de las fuerzas militares y la ofensiva paramilitar como en la Operación Orión en Medellín, con las FARC-EP realizan la Toma de San Marino (Chocó) en 2005. En 2005 se anunció la desmovilización del Frente Héroes de Anorí del ELN con 27 hombres.
Se redujeron a aproximadamente 2000 guerrilleros en armas para el año 2008. Según organismos de inteligencia colombiana, el ELN se asoció en Cauca y Nariño con bandas emergentes que se habían desmovilizado en 2006. El 19 de enero de 2009, la revista Semana de Colombia, publicó unas grabaciones telefónicas interceptadas por la Fiscalía General de la Nación entre altos mandos militares en el departamento de Arauca sosteniendo conversaciones con mandos medios guerrilleros de la columna Marta Elena Barón, del Frente Domingo Laín del ELN, a finales de 2006. En las conversaciones guerrilleros y altos mandos militares acordaron intercambiar información para atacar a la guerrilla de las FARC-EP. La zona fue disputada tanto por las FARC-EP como el ELN, para desarrollar sus actividades ilegales e influencia. Las revelaciones generaron un escándalo dentro del Ejército Nacional. La guerra entre ambos grupos a cabo con un acuerdo mediado por la Iglesia Católica en Norte de Santander.

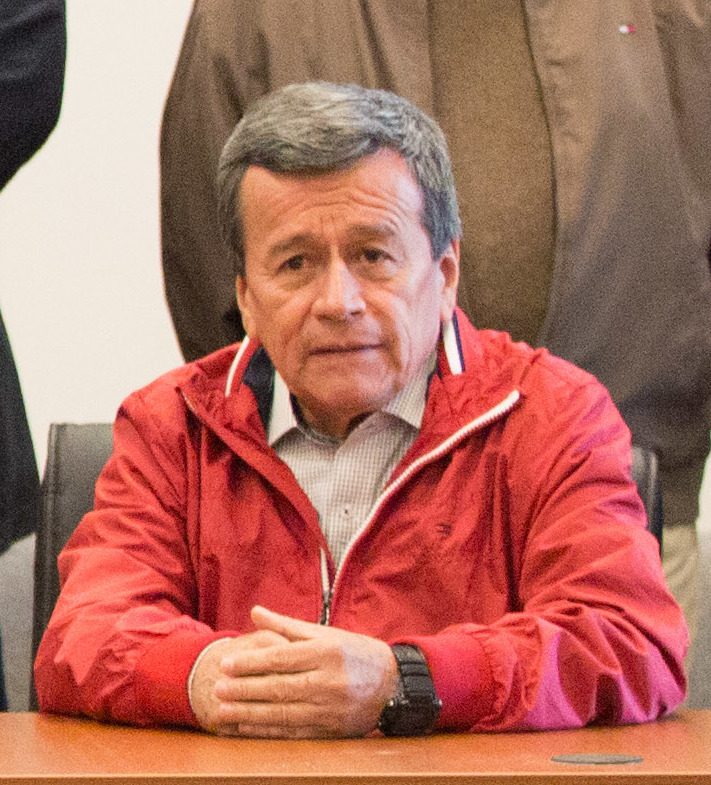
Pablo Beltrán, miembro del Comando Central del ELN.

### Periodo 2010-2018
Negociaciones de Paz con gobierno de Juan Manuel Santos
En septiembre de 2015, se anunció por parte de la exsenadora de la república y facilitadora del proceso, Piedad Córdoba, que desde hace 14 meses empezó en Ecuador la fase exploratoria para empezar a concretar una agenda para los diálogos de paz entre el gobierno colombiano y el ELN en 2016. Como muestra de voluntad de parte del gobierno, el presidente Santos ordena al Ejército Nacional la búsqueda de los restos del sacerdote Camilo Torres, antiguo comandante del ELN y pionero de la Teología de la Liberación en Colombia y Latinoamérica, abatido en 1966 en el departamento de Santander y cuyos despojos fueron enterrados en paradero desconocido. El 30 de marzo de 2016, el gobierno colombiano y la guerrilla del ELN anunciaron en conjunto el inicio formal del proceso de paz para acabar el conflicto armado; la agenda de los diálogos contempla 6 puntos a discutir: Participación de la sociedad, Democracia para la paz, Víctimas, Transformaciones para la paz, Seguridad para la paz y dejación de las armas, Garantías para el ejercicio de la acción política. La primera ronda de los diálogos estaba programada para iniciar en mayo de 2016 en Ecuador, pero debido a las acciones violentas del grupo armado en ese mes (secuestros y quema de vehículos), el gobierno se negó a iniciar los diálogos hasta que el ELN libere a los secuestrados que tiene en su poder, liberados unos por presión del ejército colombiano y otros de manera voluntaria por el grupo subversivo, faltando el ex congresista Odín Sánchez. No obstante, a través del facilitador en la fase exploratoria con este grupo armado, Frank Pearl, el gobierno colombiano deja en claro que este proceso se efectuará en medio del conflicto con este grupo armado sin cese al fuego. El gobierno de Colombia y los negociadores del ELN anunciaron en conjunto el inicio formal de la mesa de diálogos en Caracas, Venezuela, programada para iniciar el 27 de octubre de 2016 en Quito, Ecuador; pero como a esa fecha no habían liberado al secuestrado Odín Sánchez, el gobierno ordenó a sus negociadores no iniciar los diálogos hasta que este sea liberado. Por su parte, el ELN manifestó que no liberará al ex congresista hasta que sean indultados dos guerrilleros presos en cárceles colombianas, que desempeñarán el papel de "gestores de paz" en el proceso; los cuales, según el grupo guerrillero, el gobierno se había comprometido liberar antes de iniciar la primera ronda de negociaciones. Como Jefe del equipo negociador de la guerrilla fue designado alias Pablo Beltrán, mientras que por el lado del gobierno fue designado como jefe negociador el exministro y exsenador Juan Camilo Restrepo, quien es reemplazado desde enero de 2018 por el exvicepresidente y exministro Gustavo Bell Lemus. El 7 de febrero de 2017, luego del cumplimiento de condiciones por ambas partes, se instaló en Quito (Ecuador) de manera oficial la fase pública de negociación para la culminación del conflicto armado. El 5 de septiembre se logra el primer gran acuerdo pactado un cese al fuego bilateral entre el gobierno y el ELN (algo que el estado nunca había logrado con esta guerrilla desde su conformación), aprovechando la visita oficial del papa Francisco a Colombia en esa misma semana. El cese al fuego irá de manera provisional hasta el 9 de enero de 2018, el cual se irá prorrogando a medida que se logren avances en la mesa de negociación sobre los puntos acordados en la agenda de paz.
El 15 de marzo de 2018, luego de la suspensión de parte del gobierno de los diálogos de paz, debido a la arremetida guerrillera tras la culminación del cese al fuego bilateral el 10 de enero, provocando daños a la infraestructura petrolera y vial del país, a muerte de varios soldados y policías en ataques del ELN y el secuestro de un civil provocando la reacción de la Fuerza Pública, que dejó como saldo más de 200 guerrilleros entre capturados y dados de baja en más de dos meses de suspensión de los diálogos, el gobierno y el ELN reanudan conversaciones de paz en Quito para decretar un nuevo cese al fuego bilateral y la evacuación de los puntos de la agenda de paz; conversaciones que tuvieron que ser trasladadas a La Habana en Cuba, debido a que el gobierno ecuatoriano anunció el 18 de abril que dejará de ser garante y sede de los diálogos de paz, debido a acciones terroristas realizadas por parte de disidencias de las FARC-EP que no acataron los acuerdos de paz de este grupo insurgente con el gobierno colombiano, donde secuestraron y asesinaron a cinco ecuatorianos. A pesar de los esfuerzos entre las partes para conseguir el cese al fuego bilateral y un acuerdo para lograr firmar la paz entre el gobierno y el ELN antes de la culminación del periodo de Juan Manuel Santos, no fue posible concluir de manera exitosa los diálogos de paz.

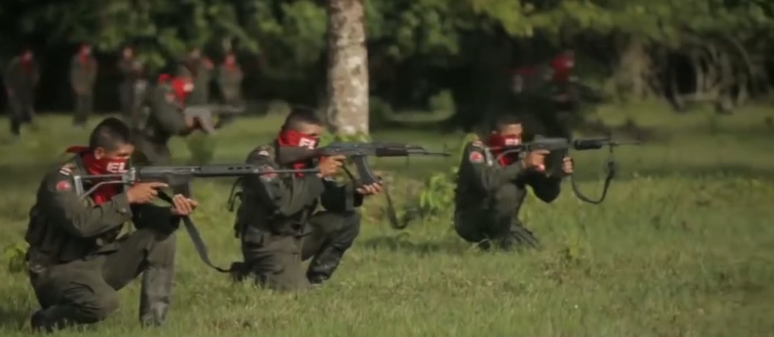
Combatientes del ELN, en 2019.

### Periodo 2018-actual
Disolución del proceso de paz en el gobierno de Iván Duque
El gobierno de Iván Duque, luego de evaluar durante un mes con la ONU los resultados de los diálogos de paz iniciados en el anterior gobierno y el ELN proponen continuar con la mesa de negociación pero Duque pone nuevas condiciones para continuar las conversaciones: libertad a todos los secuestrados y que se comprometan a cesar sus acciones criminales. Duque ordenó la disolución del equipo negociador nombrado por el anterior gobierno, absteniéndose de nombrar nuevos integrantes en la delegación gubernamental hasta que el ELN cumpla con los condicionamientos, condiciones que la guerrilla rechazó clasificándolas de "inaceptables" al haber pactado con el anterior gobierno efectuar los diálogos en medio de la confrontación armada mientras no se pacte un cese al fuego bilateral. El proceso de paz quedó totalmente disuelto por parte del gobierno debido a un ataque terrorista con carro bomba perpetrado por el ELN hacia la Escuela de Cadetes de Policía General Santander el 17 de enero de 2019, dejando un saldo de 23 muertos (incluyendo el autor material) y casi 100 heridos. Duque exigió a Cuba capturar a los miembros de la mesa negociadora del ELN que se encuentran en su país al reactivarse las circulares rojas de Interpol
Por su parte Cuba y Noruega, dos de los países garantes del proceso, manifestaron que respetarán los protocolos pactados entre el gobierno y el ELN en caso de rompimiento de los diálogos y que no implican entregar a las autoridades colombianas a los negociadores de paz del ELN. Duque denunció ante la ONU a Cuba por alojar y proteger a estos líderes guerrilleros, incluyendo a Nicolás Rodríguez Bautista, Gabino, máximo comandante del ELN En diciembre de 2019 fallece en Cuba el fundador y excomandante del ELN Fabio Vásquez Castaño, que había huido a ese país desde 1975. El ELN ejecuta un atentado con carrobomba en Cubará (Boyacá), Ante lo cual sectores de la sociedad civil les piden al ELN y al gobierno retomar diálogos. Duque se niega a sentarse a negociar El 24 de diciembre el ELN entrega a 2 secuestrados en Chocó y a 3 menores reclutados. Duque se niega a negociar nuevamente con el ELN a pesar de la propuesta de cese al fuego bilateral en 2020.
En 2020 se presentó un paro armado del ELN en sus zonas de influencia en marzo, el 25 de octubre fue abatido el Jefe del Frente de Guerra Occidental alias 'Uriel' en Chocó. Ese mismo frente impuso un 'toque de queda' a las comunidades emberá de Antioquia. En junio de 2021, renuncia Nicolás Rodríguez Bautista Gabino, como máximo comandante del ELN, por enfermedad y sucedido por Eliécer Erlinto Chamorro Antonio García. Se estima que el ELN hace presencia en 211 municipios de Colombia y se encontraría en expansión territorial a pesar de los enfrentamientos, bombardeos y extradiciones en 2021.
Desde el rompimiento de los diálogos de paz con el ELN, producto del atentado contra la Escuela de Policía General Santander el 17 de enero de 2019, el gobierno de Iván Duque declaró esta guerrilla como Grupo Armado Organizado (GAO), cuyos integrantes se pueden desmovilizar para ser juzgados por delitos políticos.
Guerras contra disidencia del EPL, Clan del Golfo y disidencias de las FARC-EP
La disidencia del Ejército Popular de Liberación (EPL), llamados desde 2016 como Grupo Armado Organizado Los Pelusos, le envía un comunicado al Frente de Guerra Nororiental del ELN, donde le declara la guerra desde el 20 de marzo de 2018, cuando en el pasado eran aliados de la causa insurgente y de las actividades ilícitas; una confrontación que ha afectado las actividades cotidianas de los habitantes del Catatumbo, además de los muertos entre combatientes de los grupos insurgentes. El gobierno, por su parte, ordenó reforzar el pie de fuerza en la región con 2000 miembros de las fuerzas armadas, sumándose a los 6000 que ya estaban en la región para preservar el orden público. El 1 de noviembre de 2018, el ELN organizó una ofensiva de varias semanas que obligó al EPL a replegarse, expulsándolo de territorio considerado histórico para este grupo ilegal como Hacarí, Teorama y San Calixto, afectando a la población civil en medio del fuego cruzado. Paro armado en 2020. Desde la década del 2010 viene desarrollando una guerra en el Chocó por el dominio de corredores y eslabones en la cadena del narcotráfico contra las Autodefensas Gaitanistas de Colombia o Clan del Golfo, también contra las disidencias de las FARC-EP asentadas en el departamento. En el Bajo Cauca antioqueño le brinda apoyo a Los Caparrapos y a las disidencias de las FARC-EP al mando de alias Cabuyo pese a estar debilitados en esta zona, en la guerra que todos estos sostienen contra el Clan del Golfo por el control de las actividades ilícitas. Sin embargo, en Cauca y Nariño el ELN está enfrentando a los numerosos grupos de disidencias de las FARC-EP de los dos departamentos por control territorial y actividades ilícitas como el narcotráfico (estas disidencias no tienen mando unificado, son grupos independientes que incluso se enfrentan entre ellas). Se registran desplazamientos por enfrentamientos entre el ELN y las Disidencias de las FARC-EP en 2021.

### Diálogos de paz con el gobierno de Gustavo Petro y enfrentamientos con Disidencias de las FARC-EP
El 21 de noviembre de 2022, el gobierno de Gustavo Petro, reinicia formalmente con su equipo negociador los diálogos de paz con el ELN, suspendidos durante el gobierno de Iván Duque, retomando la agenda que se pactó en el gobierno de Juan Manuel Santos. Sin embargo los diálogos se rompen en varias ocasiones por acciones terroristas del ELN.
En enero de 2025 se rompen los diálogos con el gobierno de Gustavo Petro con el ELN por crímenes de guerra durante los ataques en el Catatumbo y enfrentamientos del ELN con las disidencias de las FARC-EP. Generando entre 60 y 80 muertos y más de 38.000 desplazados. Se reactivaron las órdenes de captura de 31 miembros del ELN. El Frente Comuneros del Sur, en Nariño, decidió continuar su proceso de desmovilización y se separó del ELN.

### Presencia histórica del ELN en Venezuela y acusaciones a su gobierno
El ELN ha hecho presencia histórica en Venezuela y en la frontera con ese país desde sus inicios, Iván Duque ha acusado al gobierno de Venezuela de brindarle apoyo a la guerrilla del ELN, dejando de reconocer a este país como uno de los países garantes en el fallido proceso de paz que el gobierno colombiano mantenía con esta guerrilla. La presencia del ELN en Venezuela estaría asociada con la muerte en noviembre de 2018 de 3 miembros de la Guardia Nacional Bolivariana en el Estado Amazonas. Diputados de la Asamblea Nacional de Venezuela han denunciado la presencia del ELN en las zonas mineras del país apoyado por el presidente Nicolás Maduro, como parte de una guerra que la guerrilla colombiana ha declarado contra las mafias locales de la minería venezolana, con el objetivo de controlar estas minas y explotar sus recursos naturales para el gobierno venezolano. Según Insight Crime, el ELN opera en al menos 12 de 23 estados de Venezuela.
En Venezuela han cometido masacres como la Masacre de Tumeremo de 2018. Tras el rompimiento de los diálogos de paz con el ELN, Duque exigió a Nicolás Maduro que entreguen a las autoridades colombianas a tres miembros del Comando Central (COCE) del ELN los cuales, presuntamente, se encuentran en Venezuela y tienen circulares rojas de Interpol, pidiendo aclarar si se encuentran o no en territorio venezolano.
En enero de 2025, debido a la crisis humanitaria en la Región del Catatumbo, el gobierno de Gustavo Petro solicitó a Venezuela evitar el paso del ELN por su territorio.

## Objetivos e ideología
Objetivos
Los objetivos del ELN, según el Manifiesto de Simacota de enero de 1965, son la toma del poder para establecer un estado socialista, reforma agraria, desarrollo económico, plan de vivienda, sistema popular de crédito, plan vial, reforma educativa, incorporación indígena, libertad de pensamiento y culto, política exterior independiente y un ejército popular.
Ideología
La ideología del ELN se basa en el marxismo-leninismo, en el guevarismo y el camilismo, influenciado por la Teología de la Liberación. Sus integrantes consideran como uno de sus precursores a Camilo Torres Restrepo: Sacerdote, sociólogo y pionero de la Teología de la Liberación en Latinoamérica (idea que inspiró la creación del antiguo grupo de clérigos católicos colombianos Golconda), todo ello dentro de una interpretación "marxista-cristiana". El ELN recibió apoyo fundacional de sacerdotes católicos socialistas que se convirtieron en guerrilleros activos como los españoles Manuel Pérez Martínez, alias El Cura Pérez, y Domingo Laín, entre otros. El ELN incluye el uso de la lucha armada para denunciar y promover la solución de las necesidades sociales de la población frente a la explotación nacional e internacional. Pretende señalar fallos e injusticias dentro de un régimen que no consideran democrático. Se manifiesta en contra de la "explotación extranjera de los recursos colombianos", realizando ataques y atentados a la infraestructura petrólera del país.

## Estructura militar y financiación

### Estructura militar y campos de operaciones
El ELN actúa en la zona del Catatumbo en Norte de Santander. También lo hace en Arauca, Sur de Bolívar, Antioquia (región del Bajo Cauca), Cauca, Chocó y Nariño y, ocasionalmente, en Boyacá, Casanare y sur del Cesar, además de milicias en las seis grandes ciudades del país (Bogotá, Medellín, Cali, Barranquilla, Bucaramanga y Cúcuta).
Comando Central (COCE) El Comando Central del ELN está integrado por cinco comandantes, entre los cuales se dividen las siguientes funciones: La jefatura del ELN, el trabajo político, el área militar, la jefatura del Estado Mayor Nacional, la vocería, los temas internacionales, la parte financiera y ser el enlace entre el COCE y todos los frentes de guerra. Entre 1973 y 1998, el COCE fue dirigido por el ex sacerdote español Manuel Pérez Martínez, "El Cura Pérez", natural de Alfamén, provincia de Zaragoza. Con la muerte de "El Cura Pérez", el 14 de febrero de 1998 por hepatitis C, Nicolás Rodríguez Bautista, "Gabino", asume como primer comandante, responsable político y militar de la organización, a la vez que reestructura el Comando Central.
El (COCE) actual está conformado por:
- Eliécer Chamorro Acosta, alias "Antonio García"; Comandante en Jefe, responsable político y militar del ELN.
- Israel Ramírez Pineda, alias "Pablo Beltrán"; responsable político del ELN
- Rafael Sierra Granados, alias "Ramiro Vargas"; responsable de relaciones internacionales del ELN.
- Gustavo Aníbal Giraldo Quinchía, alias "Pablito" (incorporado en 2015); responsable de establecer comunicaciones entre el COCE y los Frentes de Guerra del ELN. Según informes de inteligencia militar, Pablito sería quien maneja los negocios de narcotráfico de la guerrilla en la frontera con Venezuela.[133][134]
- Jaime Galvis Rivera, alias “Ariel” o “Lorenzo Alcantuz”.[135]

Antiguos miembros del COCE:
- Nicolás Rodríguez Bautista alias "Gabino"; renunció en 2021 por motivos de salud.
- Pedro Cañas Serrano alias "Óscar Santos"; fallecido en 2006.
- Carlos Arturo Velandia alias "Felipe Torres"; capturado en 1994.
- Gerardo Bermúdez alias "Francisco Galán"; capturado en 1994.

Dirección Nacional (DINAL)
Creada en 1982 con 3 miembros de los frentes existentes en ese momento. Ampliada a 9 miembros de cada frente en 1983 hasta llegar a acoplar al Frente de Guerra Urbano, el Frente Internacional, los frentes de guerra en el país, la Comisión Nacional de Finanzas, el Estado Mayor Nacional y la Comisión Nacional de Logística. Su jefe, alias Gallero, fue abatido por las autoridades en 2020.
Frentes de guerra
El ELN tiene 7 frentes de guerra y/o áreas estratégicas y un Frente Urbano Nacional. Cada frente está subdividido a 2019 en 29 frentes rurales y 22 compañías móviles, todo con alcance nacional. Los frentes rurales están compuestos por "columnas", "compañías", "destacamentos", "escuadras" y "tríadas". Además de los frentes urbanos y rurales, funcionan las milicias populares que cumplen labores logísticas para el ELN de forma descentralizada. De igual manera, el gobierno colombiano ha denunciado la presencia del ELN en Venezuela, reforzada la teoría con investigaciones hechas por ONG´s.
| Nombre Frente                                                | Ubicación | Subdivisiones | Comandantes | Creación | Acontecimientos recientes |
| ------------------------------------------------------------ | --- | --- | --- | -------- | --- |
| Frente de Guerra Oriental Manuel Vásquez Castaño             | Arauca, Boyacá, Casanare. Denominado el Bloque ABC.                                                                     | Frente Domingo Laín Frente Adonay Ardila, Frente Efraín Pabón y Frente José David Suárez. | Gustavo Aníbal Giraldo Quinchía, alias Pablito Alias Nacho Raúl Arturo Rincón Vásquez Castrrillón                                          | 1980     | Atentado contra la escuela de policía General Santander en 2019 Múltiples atentados al Oleoducto Caño Limón-Coveñas Desde 2022 mantiene enfrentamientos con Disidencias de las FARC-EP de la zona por control territorial Múltiples ataques a la Fuerza Pública.                          |
| Frente de Guerra Suroccidental Carlos Alberto Troches Zuleta | Nariño y Cauca | Frente Manuel Vásquez, Frente Guerreros del Sindagua. Compañías Lucho Quintero y Jaime Tono.                                                                                                 | Alias Cucho o AntonioAlias HH Gabriel Yepes Mejia                                                                                          | 1989     | Guerra con las FARC-EP entre 2006-2008 Responsable de cultivos de amapola para producir heroína. Narcotráfico y atentados al Oleoducto Transandino. En guerra con las disidencias de las FARC-EP de la zona.                                                                              |
| Frente de Guerra Occidental Omar Gomez                       | Chocó | Frente Ernesto "Che" Guevara, Frente Manuel Hernández, Frente Cacique Calarcá y Frente Resistencia Cimarrón. Compañía Móvil Cacique Calarcá Frente Manuel Hernández El Boche                 | Ogli Ángel Padilla Romero Alias Fabián,(Abatido) Andrés Felipe Vanegas Alias Uriel, (Abatido en 2020) Emilce Oviedo Sierra Alias la Abuela | 1989     | En guerra con el Clan del Golfo y las disidencias de las FARC-EP de la zona. Abatido en 2020 alias Uriel, reemplazado por alias La Abuela. |
| Frente de Guerra Darío Ramírez Castro                        | Sur de Bolívar y Antioquia                                                                                              | Compañías Edgar Grimaldos, Héroes y Mártires de Anorí y de Santa Rosa, José Sepúlveda, Luis Ariza, Compañero Tomás y José Antonio Galán.                                                     | Gustavo Wilfrido Vásquez Castrillón, Alias Pirry (Abatido) Alias Tuvia o Alias Aureliano (Abatido)                                         | 1980     | En crisis, según información de desmovilizados. En guerra con el Clan del Golfo en el Bajo Cauca, con apoyo de Los Caparrapos (desarticulados en 2021) y la disidencia de las FARC-EP de la zona.                                                                                         |
| Frente de Guerra Central                                     | Tolima, Risaralda y Antioquia                                                                                           | Frente Los Libertadores Frente Bernardo López Arroyave Frente Bolcheviques del Líbano | José Antonio Núñez Moya, Alias Diego (Capturado en 2017). Alias Guadalupe (Capturado en 2020).                                             | 1989     | Desmantelado en 2010. Se ordena su reactivación por parte del COCE en 2015 sin éxito. |
| Frente de Guerra Norte                                       | La Guajira, Cesar, Magdalena y Atlántico. Zulia y Táchira en Venezuela                                                  | Frente José Manuel Martínez Quiroz Frente 6 de diciembre Frente Jaime Bateman Cayón. Frente Francisco Javier Castaño Frente Luciano Ariza                                                    | Álvaro Montejo, Alias Jesus Maria (Capturado). Alias Patricia                                                                              | 1984     | Busca su reactivación con presencia durante el paro armado de 2020 en la frontera con Venezuela, sin éxito. |
| Frente de Guerra Nororiental Manuel Pérez Martínez           | Norte de Santander | Frente Camilo Torres Restrepo Frente Capitán Francisco, Frente Capitán Mauricio, Frente Capitán Parmenio, Frente Carlos Cacua y Frente Héroes del Catatumbo. Frente Luis Enrique León Guerra | Alias Francisco, Alfred o Cote Alias Alfredo                                                                                               | 1983     | En guerra con la disidencia del EPL y Los Rastrojos en el Catatumbo y la frontera con Venezuela. En guerra con las disidencias de las FARC-EP de la zona, generando crisis humanitaria en la Región del Catatumbo en 2025.                                                                |
| Frente Urbano Nacional Camilo Torres Restrepo                | Bogotá, Medellín, Cali, Barranquilla, Cúcuta, Bucaramanga, Popayán, Neiva, Villa del Rosario, Barrancabermeja e Ibagué. | Frente Jorge Eliécer Gaitán Frente Omaira Montoya Henao Frente Carlos Germán Velasco Villamizar Frente Kaleb Gómez Padrón                                                                    | Rafael Antonio Botero, Alias Tista (Capturado) Humberto Restrepo Benjumea, Alias Mono Clinton (Capturado)                                  | 2006.    | Atentado contra la Policía de Cúcuta en febrero de 2016. Atentados contra la Policía de Bogotá en diciembre de 2016 Atentado en La Macarena (Bogotá) de 2017. Atentado contra la Estación de Policía San José en Barranquilla, de 2018 Atentado contra miembros del ESMAD en Cali en 2022 |

### Disidencias del ELN
El ELN ha tenido varias disidencias en su historia:
- La Corriente de Renovación Socialista entre 1991 y 1994.[174]
- El Ejército Revolucionario Guevarista entre 1993 y 2008.
- El Frente Comuneros del Sur, antiguo frente ubicado en Nariño. Disidencias desde 2024.[175]

### Financiación

#### Narcotráfico
El ELN hace presencia en los departamentos y municipios con mayores áreas de cultivos ilícitos como Antioquia, Cauca, Nariño, Bolívar y Norte de Santander. En Cauca y Nariño hay más de 450 hectáreas cultivadas de amapola o adormidera para producir de manera ilegal heroína, que tiene como destino el mercado de Estados Unidos; producción que, según datos de inteligencia colombiana, estaría a cargo del ELN, el cual tiene establecido un frente de guerra en estos departamentos. 11 miembros del ELN han sido solicitados en extradición por Estados Unidos. En el año 2005, la revista dos policías, en la Compañía Capitán Francisco del Frente de Guerra Nororiental del ELN, confirmó que el grupo traficaba armas y cocaína, algo que el grupo negó categóricamente y calificando de montaje el reportaje y negando que los oficiales estén en sus filas.
Asimismo, el ELN se ha dedicado al tráfico de clorhidrato de cocaína entre diferentes organizaciones criminales de México, Centroamérica y Sudamérica como el Cártel de Sinaloa y carteles de droga en Venezuela, siendo esta una de sus principales fuentes de financiación debido a las altas ganancias que genera el cultivo y procesamiento de cocaína, junto al contrabando y la minería ilegal. En noviembre del año 2020, en la vereda Vetas Central, Tibú (Norte de Santander), fueron desmantelados dos laboratorios dedicados al procesamiento de pasta base de coca y cocaína, y fueron incautadas cantidades de la sustancia ilegal que en total sumaban más de 1 440 kilogramos. Estos dos laboratorios se encontraban ubicados en el Frente Luis Enrique León Guerra de Norte de Santander. Estos activos provenientes del procesamiento y tráfico de cocaína representaban alrededor de 6 300 millones de pesos (USD$ 1.8 Millones)

#### Minería ilegal
El ELN se ha visto incluido en el negocio de la minería ilegal, es decir, aquella que no posee títulos mineros ni controles por parte del gobierno colombiano; principalmente en la extorsión a los dueños y explotadores de estas minas ilegales, quienes les pagan un porcentaje del valor de su explotación o el derecho de ingresar retroexcavadoras a su área de influencia, a cambio de seguir aprovechando los recursos naturales del subsuelo. El principal recurso natural que se explota en estas minas ilegales es el oro, realiza en varias actividades de explotación directa, causando graves daños al ecosistema donde están ubicados estos yacimientos, producto del uso indiscriminado de las retroexcavadoras para remover el subsuelo de los bosques y la irresponsable disposición a las fuentes de agua de mercurio y cianuro, vitales para separar el oro de la tierra removida, causando enfermedades en la población civil. Por el elevado costo del oro en el mercado internacional, se ha convertido en una actividad igual o más rentable que el narcotráfico. Desde 2017 se denuncia la presencia en Venezuela del ELN realizando trabajos como capataces en las explotaciones de oro, diamantes y coltán de los estados Bolívar, Apure y Amazonas; en alianza con el gobierno venezolano, para explotar los recursos mineros, como nueva fuente de ingresos ante el declive de su producción petrolera.

## Acciones violentas y violaciones al Derecho Internacional Humanitario

### Reclutamiento forzado

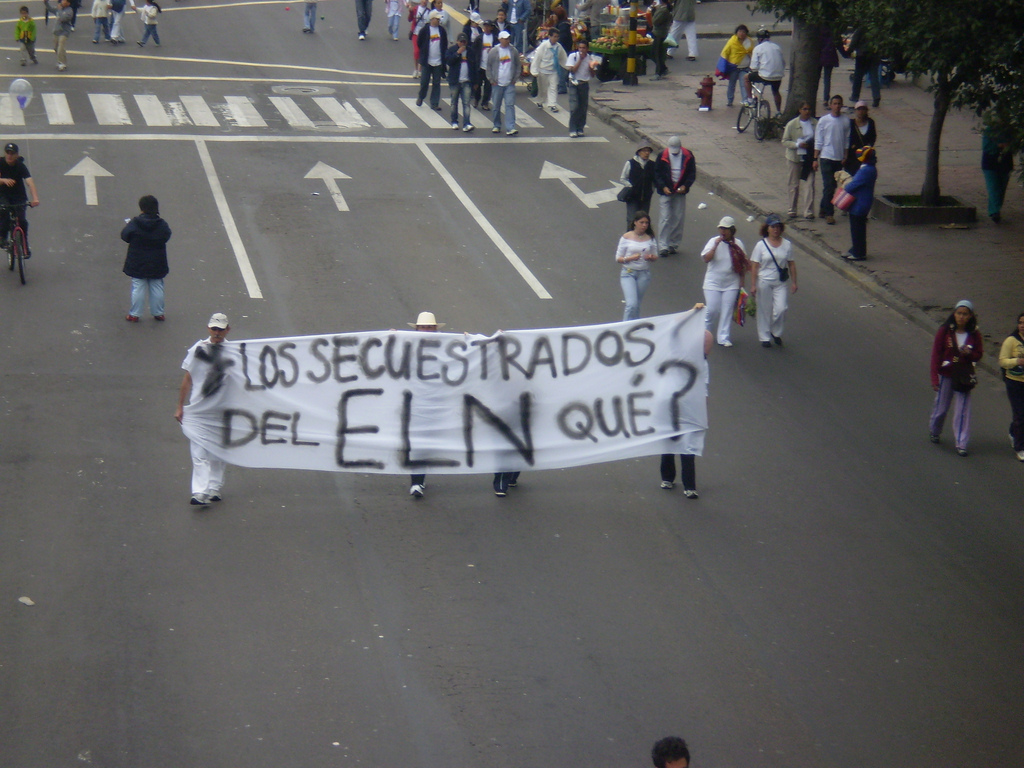
Protesta por los secuestrados del ELN. En la marcha del 20 de julio de 2008.

Según Comité para los Refugiados de Naciones Unidas el ELN ha practicado el reclutamiento forzado de niños, que se ha extendido a regiones fronterizas con Panamá, Venezuela y Ecuador. realizando el reclutamiento de niñas y niños de comunidades indígenas. El Centro Nacional de Memoria Histórica de Colombia publicó en 2018 el informe “Una Guerra sin Edad” donde se asegura que 16.879 menores de edad fueron reclutados en el conflicto de 1960 a 2016 por grupos armados, de los cuales el ELN reclutó al 10%. Desde 2018, el ELN empezó a reclutar venezolanos. Según la Coalición contra la vinculación de niños, niñas y jóvenes al conflicto armado en Colombia (Coalico) este delito aumentó en un 113 %, a pesar de la cuarentena por el COVID-19 en la que está el país. El reclutamiento siguió siendo realizado por el ELN, las Autodefensas Gaitanistas de Colombia o Clan del Golfo y las disidencias de las FARC-EP, entre otros Grupos Armados Organizados.

### Secuestros
El ELN secuestra con varios fines económicos, y políticos, algunos secuestros fueron con el fin de intercambiarlos por guerrilleros presos, similar al accionar de la antigua guerrilla de las FARC-EP (Fuerzas Armadas Revolucionarias de Colombia - Ejército del Pueblo) en la búsqueda de un "acuerdo humanitario". Por secuestros hay 6.789 víctimas desde 1978 hasta 2015. El 54 % del total de las víctimas del ELN se produjeron en su gran mayoría durante los años 1998 y 2002.
Según estadísticas de la ONG Fundación País Libre, que estudia el tema del secuestro en Colombia, 6.729 personas fueron secuestradas por el ELN entre 1985 y 2015; de ellas, 148 habrían muerto estando en cautiverio. Estos secuestros han incluido ciudadanos extranjeros, trabajadores de multinacionales petroleras y mineras, transportadores, políticos, periodistas, campesinos
Se le atribuye al ELN el secuestro del médico Édgar Torres Prestan, secuestrado en septiembre de 2013 mientras recorría el Río San Juan en el Chocó, de quien no se volvió a tener noticias desde esa fecha. Sin embargo, el ELN y las FARC-EP niegan haber secuestrado a Torres Prestán, desconociéndose su paradero y se rumora que pudo morir en cautiverio. Según información del gobierno existiría, hasta 2020, 8 secuestrados, de los cuales 6 estarían en manos del ELN. En 2020 se ha mantenido activo el delito de secuestro en el ELN, presentándose 36 durante el gobierno de Iván Duque. Este grupo ha realizado secuestros masivos en especial en 1999:
- Secuestro en la Iglesia La María
- Secuestro de la ciénaga de El Torno
- Vuelo 9463 de Avianca
- Secuestro del kilómetro 18 de la vía Cali-Buenaventura

### Ataques a infraestructura y daños ecológicos
El ELN está involucrado con la explotación petrolera desde su fundación, con las huelgas petroleras desde 1963, la destrucción o sabotaje con ataques la infraestructura petrolera y eléctrica de Colombia. Las autoridades colombianas lo ven como un gesto simbólico y/o en retaliación cuando las empresas multinacionales se niegan a pagarles extorsiones (llamados por el ELN, "impuestos de guerra") y no con el propósito de obtener una ventaja militar. El primer ataque se registró en 1965, a un oleoducto de la compañía Cities Services Intercol, cerca de Barrancabermeja Ha atacado oleoductos en más de 600 ocasiones desde 1986, derramando grandes cantidades de galones de petróleo ocasionando un desastre ecológico de grandes proporciones y en casos irreparables. La mayoría de estos oleoductos son de propiedad de empresas multinacionales como la British Petroleum (BP). y la OXY.
Realizó 58 atentados en 1996, 65 atentados en 1997. En 1999 ocasionó la Masacre de Machuca (Antioquia)con un ataque a infraestructura petrolera. Entre 2008 y 2016 han realizado 136 ataques contra el oleoducto Caño Limón-Coveñas,(Norte de Santander y Arauca), además de afectar exploraciones petroleras en estas zonas. En 2017 se contabilizaron 63 ataques a esta infraestructura petrolera y, en 2018 se contabilizaron, según datos de Ecopetrol, 89 al Caño Limón-Coveñas y 16 al Oleoducto Transandino(Putumayo y Nariño). En 2019 se informaron cerca de 40 atentados al Oleoducto Caño Limón Coveñas.

### Minas antipersona
El ELN junto a otros actores del conflicto (Disidencias de las FARC-EP, Autodefensas Gaitanistas de Colombia y otros Grupos Armados Organizados) instala minas antipersona con el objetivo de proteger los cultivos ilícitos, rutas de narcotráfico y dominios territoriales.

### Masacres
El ELN ha sido responsable de varias masacres en el conflicto armado interno en Colombia y de ataques a la Guardia Nacional Venezolana.
- Masacre de Cararabo en 1995.

- Masacre de Machuca en 1998.[223]
- Masacre de La Gabarra en 2001.

### Ataques terroristas
A lo largo de su existencia el ELN ha sido responsable de varios atentados terroristas contra objetivos militares y civiles.
- Atentado en La Macarena de 2017[225]
- Ataques a estaciones policiales de Colombia en 2018[226][227][228]
- Atentado contra la escuela de policía General Santander[229][230][231]
- Atentado a la Fuerza Aérea en Yopal.[232]
- Atentado al Escuadrón Móvil Anti Disturbios de la Policía Nacional en Cali.

### Tomas guerrilleras
Las Tomas de poblaciones y de bases militares realizada por el ELN fueron 323, un 18,4% de las ocurridas entre 1965 y 2013 (como la Toma de Simacota, Toma de San Marino, Toma de Iscuandé).

## Enfrentamientos y guerra con la Fuerza Pública
A lo largo del Conflicto armado interno en Colombia, el ELN ha sostenido acciones (muchas en conjunto con otros grupos como las FARC-EP) como enfrentamientos, combates (Combate de Patio Cemento, Combate de Guican) o batallas (Batalla del Nudo de Paramillo) con la Fuerza Pública. Han realizado ataques emboscadas, atentados terroristas, asaltos, secuestros, asesinatos (General del Ejército Nacional Ramón Arturo Rincón Quiñónez, Coronel del Ejército Nacional Rogelio Correa Campos) y secuestros masivos. Asimismo, la Fuerza Pública ha desarrollado operaciones como la Operación Anorí, en 1973, donde es desmantelado el ELN casi en su totalidad; la Operación Orión, donde se realizaron detenciones y fueron abatidos varios de sus comandantes (como Camilo Torres Restrepo). 
El ELN también ha atacado a la Guardia Nacional Venezolana y se ha enfrentado directamente con el Ejército Bolivariano por las disputas territoriales y rutas de narcotráfico entre ambos países.

## Filmografía
- Una semana con la guerrilla del ELN en Colombia (2015)
- Documental de Yolanda Liesa y Francisco Palacios. "Liberación o Muerte. Tres curas aragoneses en la guerrilla colombiana".[254]